# Uśmiech dziąsłowy
Uśmiech dziąsłowy (ang. gummy smile) to termin używany w stomatologii do opisania sytuacji, w której podczas uśmiechu widoczna jest znaczna ilość dziąseł. Ten rodzaj uśmiechu może być spowodowany różnymi czynnikami, w tym nadmiernym wzrostem dziąseł, nadmiernym rozciągnięciem wargi górnej, lub anatomicznymi cechami szczęki i zębów.
Etiologia uśmiechu dziąsłowego może obejmować:
- Nadmierny wzrost dziąseł może prowadzić do ich większej ekspozycji podczas uśmiechu.
- Krótsza warga górna może odsłaniać więcej dziąseł, co jest często spotykane w przypadkach anatomicznych.
- Nieprawidłowe ustawienie zębów lub nadmierny wzrost kości szczęki może również wpłynąć na widoczność dziąseł podczas uśmiechu.

Leczenie uśmiechu dziąsłowego może obejmować różne metody, takie jak chirurgiczne konturowanie dziąseł, leczenie ortodontyczne, lub estetyczne procedury takie jak botoks, które mogą pomóc w kontrolowaniu nadmiernego unoszenia wargi górnej.